# ホスホグルコサミンムターゼ
ホスホグルコサミンムターゼ(Phosphoglucosamine mutase、EC 5.4.2.10)は、以下の化学反応を触媒する酵素である。
α-D-グルコサミン-1-リン酸{\displaystyle \rightleftharpoons }D-グルコサミン-6-リン酸
従って、この酵素の1つの基質はα-D-グルコサミン-1-リン酸、1つの生成物はD-グルコサミン-6-リン酸である。
この酵素は異性化酵素、特にリン酸基を転移する分子内ホスホトランスフェラーゼに分類される。系統名は、α-D-グルコサミン 1,6-ホスホムターゼである。この酵素は、アミノ糖の代謝に関与している。

## 構造
2007年末時点で、この酵素の6個の構造が解明されている。蛋白質構造データバンクのコードは、1LVH、1O03、1O08、1Z4N、1Z4O及び1ZOLである。